# Leucon bengalensis
Leucon bengalensis är en kräftdjursart som beskrevs av Lomakina 1967. Leucon bengalensis ingår i släktet Leucon och familjen Leuconidae.
Artens utbredningsområde är Bengaliska viken. Inga underarter finns listade i Catalogue of Life.